# Donja Stubica
Donja Stubica je grad u Republici Hrvatskoj, na jugu Krapinsko-zagorske županije.

## Gradska naselja
Grad se sastoji od 11 naselja, to su: Donja Podgora, Donja Stubica, Gornja Podgora, Hižakovec, Hruševec, Lepa Ves, Donji Matenci, Gornji Matenci, Milekovo Selo, Pustodol i Vučak.

## Zemljopis
Grad se nalazi na južnome dijelu Hrvatskoga zagorja i prostire se na 44 km2. Smješten je u središnjemu dijelu sjevernih padina Medvednice, u središtu stubičke doline. Svojim južnim dijelom obuhvaća šume Parka prirode Medvednica.

## Stanovništvo
5.680 stanovnika  (2011.)
| broj stanovnika | 2955  | 3063  | 3482  | 3738  | 4151  | 4629  | 4458  | 4860  | 5439  | 5802  | 5732  | 5535  | 5569  | 5771  | 5930  | 5680  | 5326  |
|                 | 1857. | 1869. | 1880. | 1890. | 1900. | 1910. | 1921. | 1931. | 1948. | 1953. | 1961. | 1971. | 1981. | 1991. | 2001. | 2011. | 2021. |

| broj stanovnika | 398   | 442   | 486   | 548   | 541   | 443   | 468   | 513   | 627   | 994   | 1095  | 1519  | 1937  | 2232  | 2524  | 2200  | 2121  |
|                 | 1857. | 1869. | 1880. | 1890. | 1900. | 1910. | 1921. | 1931. | 1948. | 1953. | 1961. | 1971. | 1981. | 1991. | 2001. | 2011. | 2021. |

## Uprava
Gradonačelnik: Nikola Gospočić (NEZ)

## Znamenitosti
- Stari grad Donja Stubica
- Crkva Presvetog Trojstva
- Župni dvor
- Majur Donji Golubovec

## Poznate osobe
- Matija Gubec, vođa seljačke bune 1573.
- Željko Matuš, nogometaš
- Viktor Novak, povjesničar
- Predrag Žukina, novinar, publicist, kolekcionar sličica i hrvatski prvak u preferansu
- Eugen Viktor Feller, farmaceut

## Šport
- NK Stubica Donja Stubica

## Spomenici
- Spomenik domovini i žrtvama Domovinskoga rata (otkriven u studenome 2023.)[5]

## Vanjske poveznice

### Mrežno sjedište
Službene stranice